# National Health
National Health fue una banda de rock progresivo asociada a la escena de Canterbury. Fundada en 1975 por los teclistas Dave Stewart y Alan Gowen, la primera formación de la banda incluía también a los guitarristas Phil Miller y Phil Lee y al bajista Mont Campbell. El nombre de la banda aludía a las gafas de Stewart, proporcionadas por la Seguridad Social. Bill Bruford (batería de Yes y King Crimson) estuvo en los primeros pasos de la banda, pero dejó pronto paso a Pip Pyle. Campbell fue reemplazado también, primero por Neil Murray y más tarde por John Greaves. 
Con una formación cambiante, el grupo dio numerosos conciertos y publicó su primer disco, National Health, en 1977. Aunque apareció en pleno auge del Punk, el álbum contiene composiciones largas, fundamentalmente instrumentales. Su segundo disco, Of Queues and Cures, contó con la colaboración de Peter Blegvad (que recita en "Squarer For Maud") y la chelista Georgina Born. Tras la muerte de Gowen en mayo de 1981, el resto del grupo decidió grabar varias composiciones, casi todas inéditas, de este, que vieron la luz en D.S. Al Coda (1982). Los álbumes originales y varias grabaciones inéditas, en estudio y en vivo, se han editado en CD. 

## Discografía
- National Health (album)|National Health (1977)
- Of Queues and Cures (1978)
- D.S. Al Coda (1982)
- Complete (1990; reúne los tres discos de estudio y dos temas adicionales)
- Missing Pieces (1996; material de estudio, en su mayoría anterior a National Health)
- Playtime (2001; grabaciones en directo de 1979)